# Jim Fairchild
Jim Fairchild (Fresno, 8 ottobre 1973) è un cantautore e chitarrista statunitense.
È stato chitarrista dei Grandaddy e dei Modest Mouse, ha poi intrapreso la carriera da solista con lo pseudonimo All Smiles.

## Biografia
Nato a Fresno, si trasferì a Modesto all'età di due anni; ha iniziato a suonare la chitarra all'età di 14 anni.  Nel 1995 è entrato a far parte dei Grandaddy come chitarrista, rimanendo nel gruppo sino allo scioglimento nel 2006. Nel 2002 ha collaborato con i Giant Sand per l'album Cover Magazine ed ha partecipato con la band al tour di lancio dell'album.
Nel 2005 ha partecipato come chitarrista al tour dei Modest Mouse, prima che Johnny Marr facesse il suo ingresso nella band. Nel 2007 ha pubblicato il suo primo album solista sotto lo pseudonimo All Smiles, Ten Readings of a Warning con la collaborazione di Solon Bixler, Joe Plummer, Danny Seim, e Janet Weiss.
Nel febbraio 2009 Fairchild è tornato a far parte dei Modest Mouse. A giugno dello stesso anno ha pubblicato il suo secondo album solista, Oh for the Getting and Not Letting Go. Il terzo album è stato pubblicato nel 2011 per l'etichetta Small Aisles label.

## Discografia

### All Smiles
- Ten Readings of a Warning (Dangerbird Records, 2007)
- Oh for the Getting and Not Letting Go (Small Aisles, 2009)
- Fall Never Fell EP (Small Aisles, 2009)
- "Staylow and Mighty" (Small Aisles, 2011)

### Grandaddy
- Under the Western Freeway (V2 Records, 1997)
- The Broken Down Comforter Collection (V2 Records, 1999)
- The Sophtware Slump (V2 Records, 2000)
- Sumday (V2 Records, 2003)

### Altre collaborazioni
- Howe Gelb, "Can't Help Falling in Love with You" (1998)
- Giant Sand, Cover Magazine (2002)
- The Band of Blacky Ranchette, "Low Spark of High Heeled Boys" (2003)
- Goldcard, "The Rabbit Song" (2003)
- Earlimart, Treble and Tremble (Palm Pictures, 2004)
- Peter Walker, Young Gravity (Dangerbird Records, 2006)
- The Meeting Places, Numbered Days (Words On Music, 2006)
- Dappled Cities, Granddance (Dangerbird Records, 2007)
- Admiral Radley, "I Heart California" (The Ship, 2010)